# Aya Chebbi

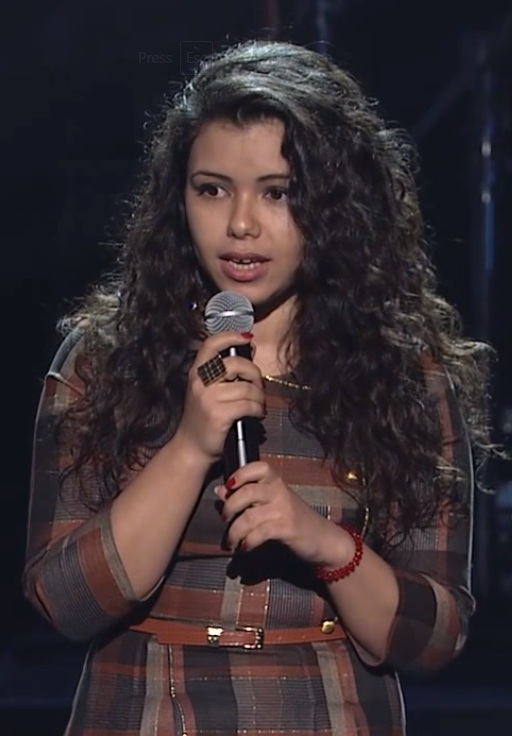
Aya Chebbi

Aya Chebbi ist eine tunesische Diplomatin, Klimaschützerin und Feministin. Sie erlangte internationale Bekanntheit als Akteurin während der tunesischen Revolution 2010/2011, die eine 23-jährige Diktatur beendete.

## Leben
Chebbi absolvierte ein Studium der Internationalen Beziehungen an der Universität Tunis El Manar. Anschließend erwarb sie einen Masterabschluss in Afrikanischer Politik an der School of Oriental and African Studies (SOAS) der University of London, wo sie als Mo-Ibrahim-Stipendiatin ausgezeichnet wurde.
Von 2018 bis 2021 wirkte sie als erste Jugendgesandte der Afrikanischen Union (AU) und war damit die jüngste Diplomatin im Kabinett des AU-Kommissionsvorsitzenden. In dieser Position setzte sie sich für die Umsetzung der Demografische-Dividende-Roadmap ein und arbeitete mit einem Jugendbeirat zusammen, der Mitglieder aus verschiedenen afrikanischen Ländern umfasste.
Am 23. Oktober 2024 wurde Aya Chebbi zur UN Global Champion on Conflict-Related Sexual Violence and Youth Liaison ernannt. In dieser Rolle arbeitet sie zur Förderung einer Welt ohne Konflikte und sexuelle Gewalt eng mit der UN-Sonderbeauftragten Pramila Patten zusammen.
Sie wirkte zudem in verschiedenen Gremien und Kommissionen mit, darunter dem World Refugee Council.

## Wirken
Chebbi setzt sich für die Beteiligung von Frauen und Jugendlichen an Entscheidungsprozessen ein, insbesondere im Kontext der Klimakrise. Sie betont die Notwendigkeit gerechter, feministischer und sofortiger Entscheidungen zur Lösung globaler Herausforderungen wie dem Klimanotstand. Sie entwickelte das Konzept der generationenübergreifenden Co-Führung und mobilisierte während der COVID-19-Pandemie Millionen von jungen Menschen.
Sie ist Gründerin mehrerer Plattformen und Bewegungen. Hierzu zählen das Afrika Youth Movement (AYM), das mittlerweile als eine der größten panafrikanischen, von Jugendlichen geleiteten Bewegungen Afrikas gilt, und das Nala Feminist Collective, eine generationenübergreifende Allianz von 17 renommierten afrikanischen Feministinnen, die sich für transformative feministische Veränderungen einsetzt.

## Auszeichnungen (Auswahl)
- Gates Campaign Award für ihren Beitrag zu sozialen Veränderungen.[5]
- 50 mächtigste Frauen Afrikas von Forbes Africa.[5]
- Finalistin in der Kategorie „Changemaker“ bei den UN SDG Action Awards 2022 für ihren Einsatz für die Ziele 5 (Geschlechtergleichheit), 10 (Weniger Ungleichheiten) und 16 (Frieden, Gerechtigkeit und starke Institutionen).[2]
- Global Leadership Award 2024 von Vital Voices, gegründet von Hillary Clinton.[4]